# Ass Eaters Unanimous
«Ass Eaters Unanimous» (рус. Единодушные жополизы) — серия фильмов для взрослых, снятых в 2003—2011 годах американским порнорежиссёром Томом Байроном. Снято и выпущено двадцать три части сериала.

## Описание
Характерной особенностью для всех частей сериала является наличие анилингуса во всех сериях. В большинстве случаев анилингус делают девушки мужчинам, в частности, самому Тому Байрону, за исключением отдельных фильмов. Например, двадцатая часть сериала была полностью посвящена лесбийскому анилингусу. В шестнадцатой части сериала в каждой сцене присутствуют две девушки и один мужчина — одна девушка делает ему минет, а вторая — анилингус. В девятнадцатой части, кроме анилингуса, встречается и обычный половой акт.
Фильм в какой-то степени стал культовым в своём жанре, после появления он привлёк внимание многих уважаемых обозревателей. Один из самых популярных фильмов Тома Байрона — двадцатая часть стала бестселлером. Номинант AVN Awards 2009 и 2011 годов в категории «Лучший орал-релиз».

## Актрисы, снимавшиеся в сериале
- 1 часть: Кинзи Кеннер, Cherry Lane, Alaura Eden, Allura Bond, Фелисия Фокс, Shayna, Brijaye, Рене Порнеро, Гэн Падова, Melissa Arroyo;
- 2 часть: Lisa Lee, Melanie X., Кристи Ли, Ариана Джолли, Cailey Taylor, Joelean, Lisa Marie, Anna Nova, Брэнди Лайонс, Алана Эванс, Селена Сильвер;
- 3 часть: Хармони Роуз, Erin Moore, Nicole Brazzle, Antonette, Тайла Винн, Шэрон Уайлд, Кати Голд;
- 4 часть: Холли Стивенс, Cole Conners, Сатива Роуз, Chanel Chavez, Reina Leone, Sabina, Черри Поппенс, Jezebelle Bond, Shay Lamar;
- 5 часть: Brodi, Raylee Dean, Kody Coxxx, Melanie Sugar, Estella, Джиа Палома, Лорен Феникс, Ava Ramon, Ciera Sage, Luccia;
- 6 часть: Ками Эндрюс, Vanessa Lane, Deja Dare, Трина Майклз, Mikayla Cox, Тиана Линн, Naudia Nice;
- 7 часть: Рокси Джезель, Alex Devine, Gia Jordan, Katrina Kraven, Candi Apple, Deja Dare, Genesis Skye;
- 8 часть: Тэйлор Рэйн, Анжелика Костелло,  Найт, Джули, Angela Stone, Jordan Styles, Finess Navaro, Nadia Sinn, Kandi Ellison;
- 9 часть:  Alana Thomas, Carson Carmichael, Sophia Castello, Келли Уэллс, Изабель Айс, Хизер Гейблс, Serena Marcus, Trixie Cas;
- 10 часть: Кати Голд, Carmen Sansha, Marlena, Meadow, Eva Ramon, Хизер Гейблс, Джиа Палома, Vic Sinister, Gia Jordan, Naudia Nice, Брэнди Лайонс, Алана Эванс, Дейзи Мэри, Брианна Лав;
- 11 часть: Хиллари Скотт, Krystal Lynn, Tiffany Holiday, Вероника Авлав (указана как Victoria Sweet), Angelina Bonet, Emma Jade, Ashley Gracie, Meadow Saprano;
- 12 часть: Lena Juliette, Sierra Sinn, Natalie Rosa, Alexa Lynn, Page Morgan;
- 13 часть: Aaralyn Barra, Leah Luv, Zoe Matthews, Тэрин Томас, Nikki Nievez, Aaliyah Jolie, Эмбер Рэйн, Katalina Linda;
- 14 часть: Райчел Райан, Aline, Синди Дженнингс, Ariel Alexis, Эмбер Рэйн, Denice K., Natalie Heck, Трина Майклз, Катя Кассин;
- 15 часть: Leyla Lei, Lola Banks, Melanie Scott, Хайди Мэйн, Fayth Deluca, Алексис Лав, Allison Pierce, Дана Деармонд, Тера Рэй, Рокси Девиль, Джианна Линн, Холли Уэллин, Kina Kai, Aiden Star, Emma Heart;
- 16 часть: Дана Деармонд, Рокси Девиль, Адрианна Николь, Darryl Hanah, Холли Уэллин, Хизер Гейблс, Naudia Nice, Джада Файер, Angel Eyes, Флауэр Туччи, Carolyn Reese, Jandi Lin;
- 17 часть: Нина Хартли, Nika Noire, Rosario Stone, Kylee Reese, Britney Stevens, Jamie Elle, Trinity Post, Чарли Чейз
- 18 часть: Поппи Морган, Эмбер Рэйн, Мисси Стоун, Olga Cabaeva, Harmony Rose;
- 19 часть: Саша Грей, Кейси Старр, Аврора Сноу, Ребека Линарес, Chasity Lynne;
- 20 часть: Чарли Лэйн, Eden Adams, Tatiana Kushnev, Faye Runaway, Клер Деймс, Челси Рэй, Джина Пресли, Angelina Stoli, Tricia Oaks, Alyssa Reece;
- 21 часть: Дана Деармонд, Синди Дженнингс, Саманта Син, Бобби Старр, Кристина Роуз, Бриджит Би, Грейси Глэм, Брэнди Энистон;
- 22 часть: Emma Heart, Синди Дженнингс, Monica Jaymes, Nika Noire, Courtney Page, Taylor Starr, Teagan Summers, Kelly Surfer, Lizz Tayler;
- 23 часть: Paris Kennedy, Рэйвинесс, Энди Сан Димас, Katie Summers, Сиенна Вест, Дженнифер Уайт.